# Emeka Okoronkwo
Emeka Okoronkwo (* 1. Juli 1988 in Ahoado, Nigeria; † 2. Mai 2010 in Frankfurt am Main, Deutschland) war ein Nigerianer, der nach einem Akt der Zivilcourage durch Totschlag ums Leben kam. Er lebte seit 13 Jahren in Hessen und bereitete sich beim Kolping-Bildungswerk auf eine Ausbildung zum Restaurantfachmann vor.

## Todesumstände
Am 2. Mai 2010 schritt er ein, als in der Münchener Straße in Frankfurt am Main zwei Frauen von zwei aus Eritrea stammenden Männern belästigt und mit Obszönitäten zum Geschlechtsverkehr aufgefordert wurden. Die Frauen kamen aus der Salsa-Diskothek „Chango“ an der Münchener Straße und warteten wie der ihnen unbekannte Okoronkwo an der nahe gelegenen Straßenbahnstation auf eine Tram, als zwei weitere Männer dazustießen. Sie sprachen die Frauen gegen 6:40 Uhr an und drängten auf Geschlechtsverkehr. Als sich die Frauen den Afrikanern verweigerten, wurden diese aggressiv, einer spuckte die Frauen an. Okoronkwo intervenierte, und es kam zu einem Handgemenge. Einer der Männer zog ein Messer und stach Okoronkwo in die Brust. Okoronkwo erlag seinen schweren Verletzungen an der Herzkammer einige Stunden später in einem Frankfurter Krankenhaus. Der Täter wurde vier Tage später in seiner Wohnung festgenommen. Dem Haftrichter gegenüber sprach er von Notwehr.
Am 6. Juni 2011 wurde der Täter vom Landgericht Frankfurt am Main (22. Strafkammer) zu neuneinhalb Jahren Freiheitsstrafe verurteilt.